# Shing Fui-on
Shing Fui-on (成奎安, 1er février 1955 - 27 août 2009), est un acteur hongkongais connu pour ses nombreux rôles secondaires, n'ayant jamais tenu qu'une seule fois un rôle principal.
Il est apparu dans un total de 95 longs métrages sur une période de quatre ans (1988-1991) et a été crédité au générique de plus de 230 films au cours de sa carrière. Il est connu dans les années 1980 et 1990 comme l'un des « Quatre grands méchants du cinéma hongkongais (zh) » avec Lee Siu-kei, Ho Ka-kui (en) et Wong Kwong-leung.

## Biographie
Shing Fui-on est le quatrième enfant d'une fratrie de cinq d'une famille hakka. En raison de la pauvreté de celle-ci, il doit abandonner l'école à 13 ans. À 15 ans, il travaille comme suppléant à la Shaw Brothers puis à la Golden Harvest avant de travailler dans une salle de danse. Il réside dans le village de Nam Wai dans la ville de Sai Kung dont il est élu chef en 2003. En 2007, il est réélu à ce poste pour la cinquième fois d'affilée.
Durant sa carrière au cinéma, Shing est célèbre pour ses rôles de personnages méchants mais comiques, en raison de sa grande carrure et de sa voix grave et bougonne. Il apparaît souvent dans les films de Chow Yun-fat comme Le Syndicat du crime, Le Syndicat du crime 2, The Killer, Tiger on Beat (en), Prison on Fire, Les Dieux du jeu et The Greatest Lover (une adaptation hongkongaise de la pièce Pygmalion/My Fair Lady).  Son seul rôle principal a lieu dans le film de catégorie III The Blue Jean Monster (1994). Son dernier rôle est dans le film The Detective (2007).
En octobre 2004, Shing découvre qu’il est atteint du carcinome du nasopharynx qui a déjà atteint ses poumons. Son état se stabilise après une radiothérapie et une chimiothérapie mais sa bouche n'est plus capable de produire de la salive et il ne lui reste plus que 20% d'audition de son oreille droite. En 2008, son état s'aggrave. Alors qu'il avait vaincu le cancer, il pèse maintenant moins de 50 kg. Il meurt de complications de l'hépatite B ayant entraîné un cancer du foie le 27 août 2009 à 23h45 à l'hôpital baptiste de Hong Kong de Kowloon.

## Filmographie partielle
- 1974 : Les Jeunes Dragons
- 1986 : Le Syndicat du crime
- 1986 : Magic Crystal
- 1987 : Tragic Hero
- 1987 : Rich and Famous
- 1987 : Prison on Fire
- 1987 : Le Syndicat du crime 2
- 1988 : He Who Chases After the Wind
- 1988 : The Romancing Star
- 1988 : Three Against the World
- 1988 : The Crazy Companies
- 1988 : Final Justice
- 1988 : The Crazy Companies 2
- 1988 : The Dragon Family
- 1988 : Dragons Forever
- 1988 : The Truth
- 1989 : They Came to Rob Hong Kong
- 1989 : The Romancing Star 3
- 1989 : City Kids 1989
- 1989 : Perfect Match
- 1989 : Just Heroes
- 1989 : The Killer
- 1989 : Little Cop
- 1989 : Thunder Cops 2
- 1989 : Les Dieux du jeu
- 1989 : Crocodile Hunter
- 1989 : Héroïne Connection
- 1989 : Stars and Roses
- 1990 : The Fortune Code
- 1990 : Love Is Love
- 1990 : My Hero
- 1990 : No Risk, No Gain
- 1990 : The Unmatchable Match
- 1990 : Kung Fu VS Acrobatic
- 1990 : Gangland Odyssey
- 1990 : Dragon in Jail
- 1990 : When Fortune Smiles
- 1990 : Triad Story
- 1990 : Point of No Return
- 1990 : Les Dieux du jeu 2
- 1991 : Tricky Brains
- 1991 : Don't Fool Me
- 1991 : Legend of the Dragon
- 1991 : Top Bet
- 1991 : Fist of Fury 1991
- 1991 : Le Point de non retour
- 1991 : The Tigers
- 1992 : What a Hero!
- 1992 : Rhythm of Destiny
- 1992 : Succession par l'épée
- 1992 : The Sting
- 1993 : Come Fly the Dragon
- 1995 : The Saint of Gamblers
- 1996 : Young and Dangerous
- 1996 : Ebola Syndrome
- 1996 : How to Meet the Lucky Stars
- 1996 : Tristar
- 2005 : Himalaya Singh
- 2007 : The Detective